# ایرینا پادشیبیاکینا
ایرینا پادشیبیاکینا (روسی: Ирина Валерьевна Подшибякина؛ زادهٔ ۵ ژوئیهٔ ۱۹۹۵) بازیکن فوتبال اهل روسیه است.
وی همچنین در تیم ملی فوتبال زنان روسیه بازی کرده‌است.